# Ctenognophos subemersa
Ctenognophos subemersa là một loài bướm đêm trong họ Geometridae.